# Larissa Lazútina
Larissa Lazútina (en rus: Лариса Лазутина), de naixement Larisa Ptítsina, (Kóndopoga, Unió Soviètica 1965) és una esquiadora de fons russa, ja retirada, que destacà a la dècada del 1990.

## Biografia
Va néixer l'1 de juny de 1965 a la ciutat de Kóndopoga, població situada a la República de Carèlia, que en aquells moments formava part de la Unió Soviètica i que avui en dia forma part de la Federació Russa. Està casada amb el també esquiador de fons Guennadi Lazutin.
El 1998 fou guardonada pel president Borís Ieltsin amb el títol d'Heroïna de la Federació Russa.

## Carrera esportiva
En els Jocs Olímpics d'Hivern de 1992 realitzats a Albertville (França), i en representació de l'Equip Unificat, guanyà la medalla d'or en la prova dels relleus 4x5 km, finalitzant així mateix cinquena en els 30 knm., setena en els 5 km i vuitena en la persecució 5/10 quilòmetres. En els Jocs Olímpics d'Hivern de 1994 realitzats a Lillehammer (Noruega), i sota representació russa, revalidà el títol de relleus 4x5 km, finalitzant quarta en la persecució 5/10 km, cinquena en els 15 km i sisena en els 5 quilòmetres. En els Jocs Olímpics d'Hivern de 1998 realitzats a Nagano (Japó), i amb trenta-dos anys, guanyà cinc medalles olímpiques: la medalla d'or en les proves de 5 km, pesecució 5/10 km i relleus 4x5 km, la medalla de plata en els 15 km i la medalla de bronze en els 30 quilòmetres.
En els Jocs Olímpics d'Hivern de 2002 realitzats a Salt Lake City (Estats Units) guanyà la medalla d'or en la prova de 10 km i 30 km. així com la medalla de plata en els 15 km. estil lliure, si bé posteriorment fou desqualificada d'aquestes medalles per donar positiu per dopatge (juntament amb la russa Olga Danílova i l'espanyol Johann Mühlegg) per ús de darbepoetina, una substància que fa incrementar la presència de globuls vermells a la sang. Estudis posteriors determinaren que els tests per dopatge foren falsos o modificats, si bé el Comitè Olímpic Internacional (COI) no retornà les medalles retirades i fou sancionada amb dos anys d'inhabilitació.
Al llarg de la seva carrera va guanyar catorze medalles en el Campionat del Món d'esquí nòrdic, entre les quals onze medalles foren d'or (5 km: 1993, 1995; persecució 5/10 km.: 1995; 15 km.: 1995; 30 km.: 1999 i relleus 4x5 km.: 1987, 1993, 1995, 1997, 1999 i 2001).